# ويلبرت صامويل
ويلبرت صامويل (بالإنجليزية: Welbert Samuel)‏ (مواليد 5 يناير 1981) هو سبّاح من ولايات ميكرونيسيا المتحدة، مثّل بلاده في الألعاب الأولمبية الصيفية 2000.

## روابط خارجية
ويلبرت صامويل على موقع الاتحاد الدولي للسباحة (الإنجليزية)
- ويلبرت صامويل على موقع أوليمبيديا (الإنجليزية)